# Rassemblement pour la paix et le progrès
Le Rassemblement pour la paix et le progrès (Abrégé RPP-Farilla) est un parti politique du Niger dirigé par Oumarou Malam Alma.

## Histoire
Le Rassemblement pour la paix et le progrès est enregistré en tant que parti politique le 24 mars 2020.
Le premier congrès du parti a eu lieu le 27 septembre 2020 à Niamey, Oumarou Malam Alma est alors élu président du parti.

## Résultats

### Élections présidentielles
| Année | Candidat           | 1er tour | 1er tour | 2d tour | 2d tour | Résultat |
| Année | Candidat           | Voix     | %        | Voix    | %       | Résultat |
| ----- | ------------------ | -------- | -------- | ------- | ------- | -------- |
| 2020  | Oumarou Malam Alma | 118 259  | 2,47     | -       | -       | Élu Non  |

### Élections législatives
| Année | Voix   | %    | Rang | Élus    |
| ----- | ------ | ---- | ---- | ------- |
| 2020  | 99 043 | 2.10 | 11e  | 2 / 166 |